# Rue des Cévennes
La rue des Cévennes est une rue du 15e arrondissement de Paris.

## Situation et accès
Cette rue d'orientation générale sud-est/nord-ouest commence au coin sud de l'ancien hôpital Boucicaut et se termine face à la Seine, quai André-Citroën. Elle traverse la rue Saint-Charles.

## Origine du nom
Elle porte le nom d'une chaîne de montagnes situées au sud du Massif central, les Cévennes.

## Historique
Cette voie de l'ancienne commune de Grenelle, connue sous le nom de « rue des Marguerites », est antérieure à 1860. Elle a intégré la nomenclature des rues de Paris en 1868, en absorbant l'impasse Chandon et a pris son nom actuel le 1er février 1877.

## Bâtiments remarquables et lieux de mémoire
- No 2 : anciennement Usine Municipale Pavage de Bois.

Siège du pôle News de Lagardère (Europe 1, Le JDD, Paris Match, Europe 2, RFM).
L'athlète Louis Raimbourg a habité au no 53.